# Forum Internationale Photographie
Das Forum Internationale Photographie (FIP) ist Teil der Reiss-Engelhorn-Museen in Mannheim. Zu seinen Aufgaben gehört Sammeln, Erschließen, Bewahren und Präsentieren von Konvoluten und Nachlässen international anerkannter Foto-Künstler und Foto-Sammler. Die Bestände werden in wechselnden Präsentationen  im Museum Zeughaus (Quadrat C 5) ausgestellt. Die drei wichtigsten Sammlungen sind:
- historische Reisefotografien der Geschwister Reiß,
- Robert-Häusser-Archiv und
- Helmut-Gernsheim-Archiv

Die Einrichtung des FIP erfolgte 2002 aufgrund der Förderung durch die Curt-Engelhorn-Stiftung.

## Sammlung Geschwister Carl und Anna Reiß
Die historischen Bestände basieren zum einen auf den aus der Sammlungsgeschichte der Reiss-Engelhorn-Museen resultierenden Sammlungen der Geschwister Anna Reiß (1836–1915), Wilhelm Reiß (1838–1908) und Carl Reiß (1843–1914) und der Fotosammlung von Jakob Lorent (1813–1884). Die historische Sammlung der Geschwister Reiß enthält Reisebilder sowie ethnografische Fotografien aus der Mitte des 19. Jahrhunderts – ca. 4.000 einzigartige Albuminabzüge von Fotografien, welche die Familienmitglieder auf ihren Reisen in Indien, Ceylon, China und Japan, den Vereinigten Staaten und in vielen Ländern Europas, in Syrien, dem Libanon, Palästina, Arabien, Ägypten, Tunesien, Kolumbien, Ecuador, Brasilien und in anderen Ländern gesammelt haben. Reisefotografien aus dem ehemaligen Königreich Württemberg (zwischen 1865 und 1867 entstanden) gehören in den Bestand der Sammlung Lorent, wobei 36 Ansichten von Jerusalem, die Lorent 1864 fotografierte, als einzigartige Bilddokumente besonders hervorzuheben sind. Ergänzt werden diese Sammlungen durch den Bestand ethnographischer Aufnahmen aus der völkerkundlichen Abteilung der Reiss-Engelhorn-Museen.

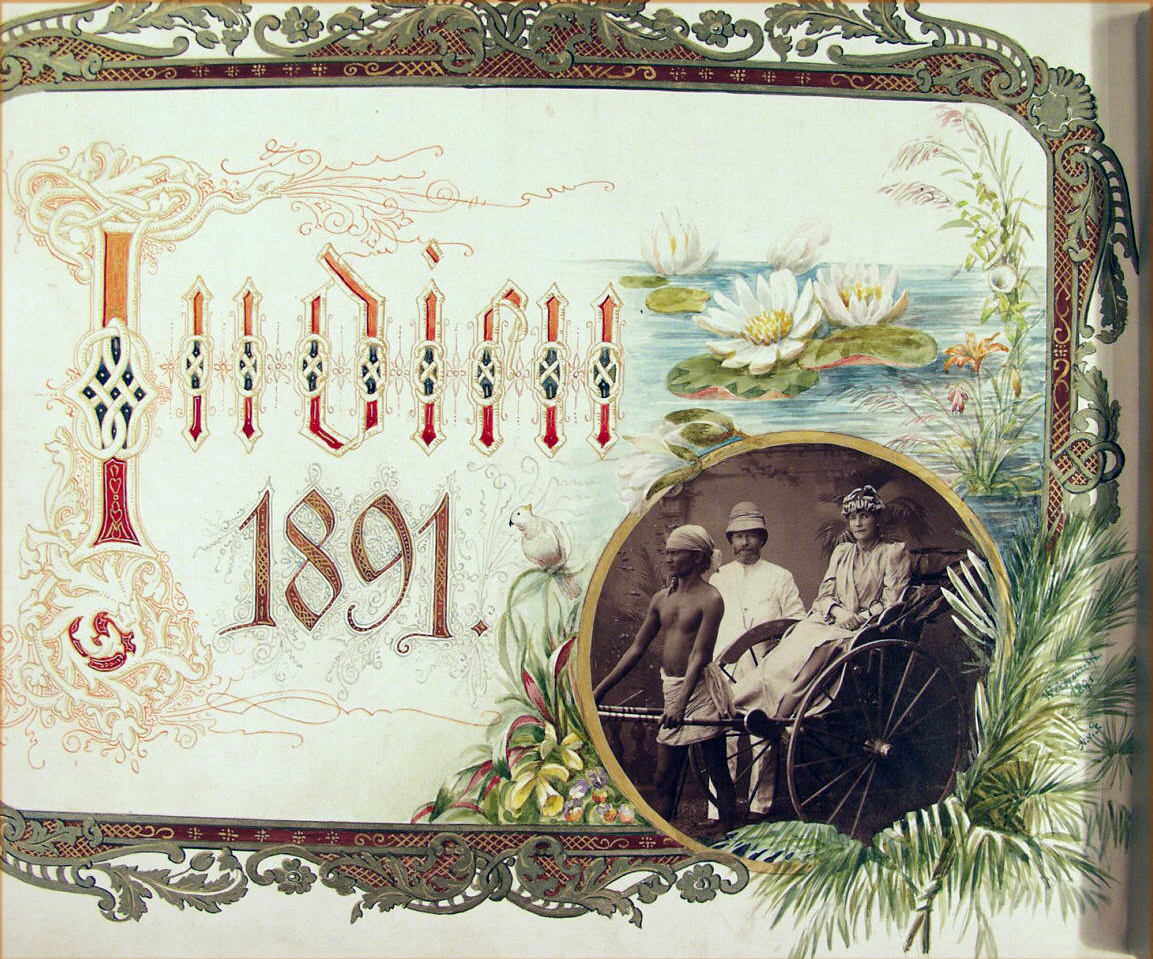
Albumdeckel, Album mit zahlreichen Fotografien der Indienreise der Geschwister Carl und Anna Reiß, Anonym, 1891
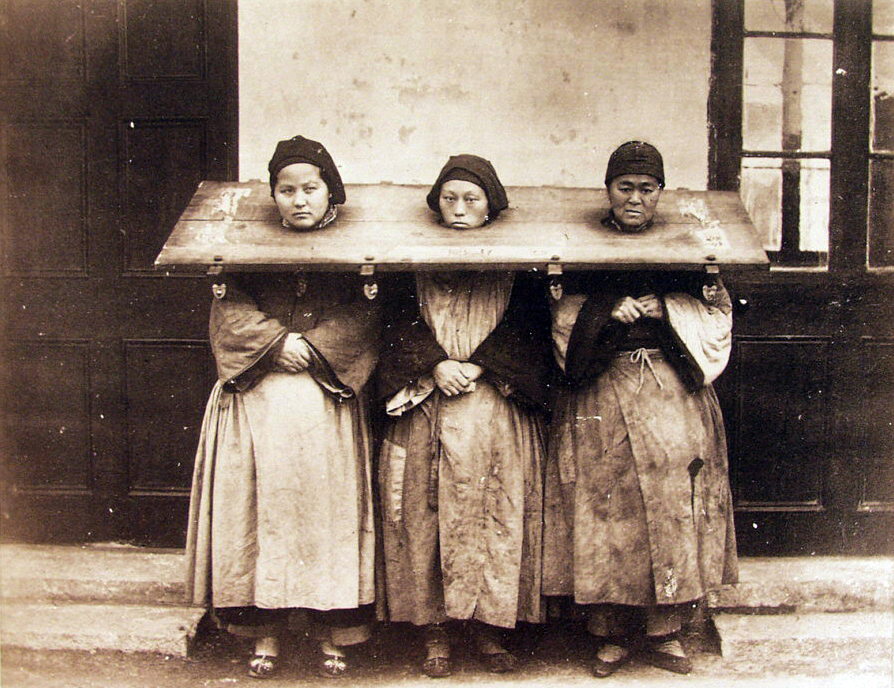
Drei Frauen am Pranger, China, Anonym, um 1875
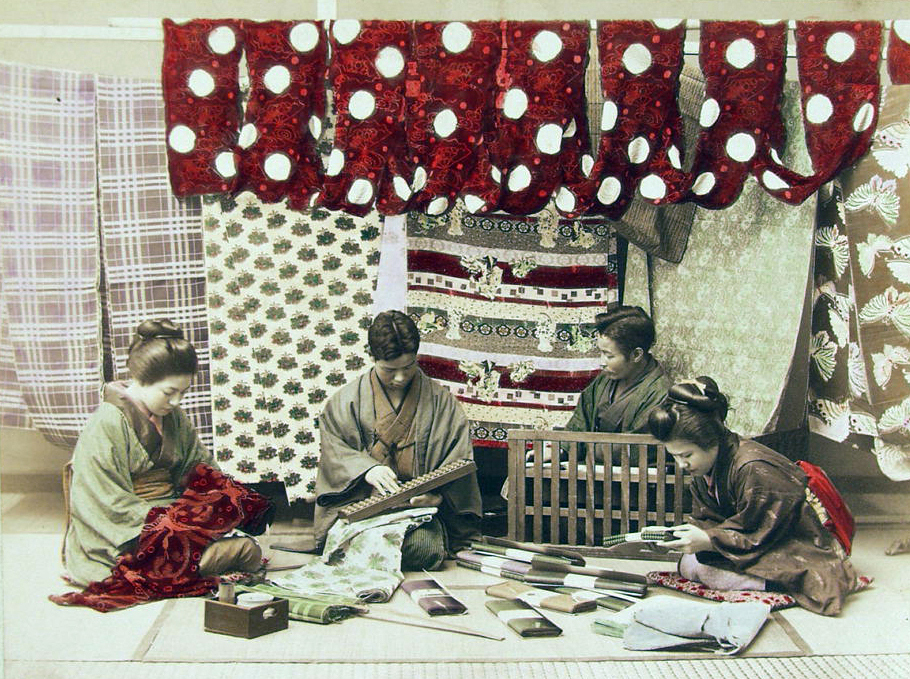
Stoffhändler, Studioaufnahme, handkolorierter Albuminabzug, Anonym, Japan, um 1875
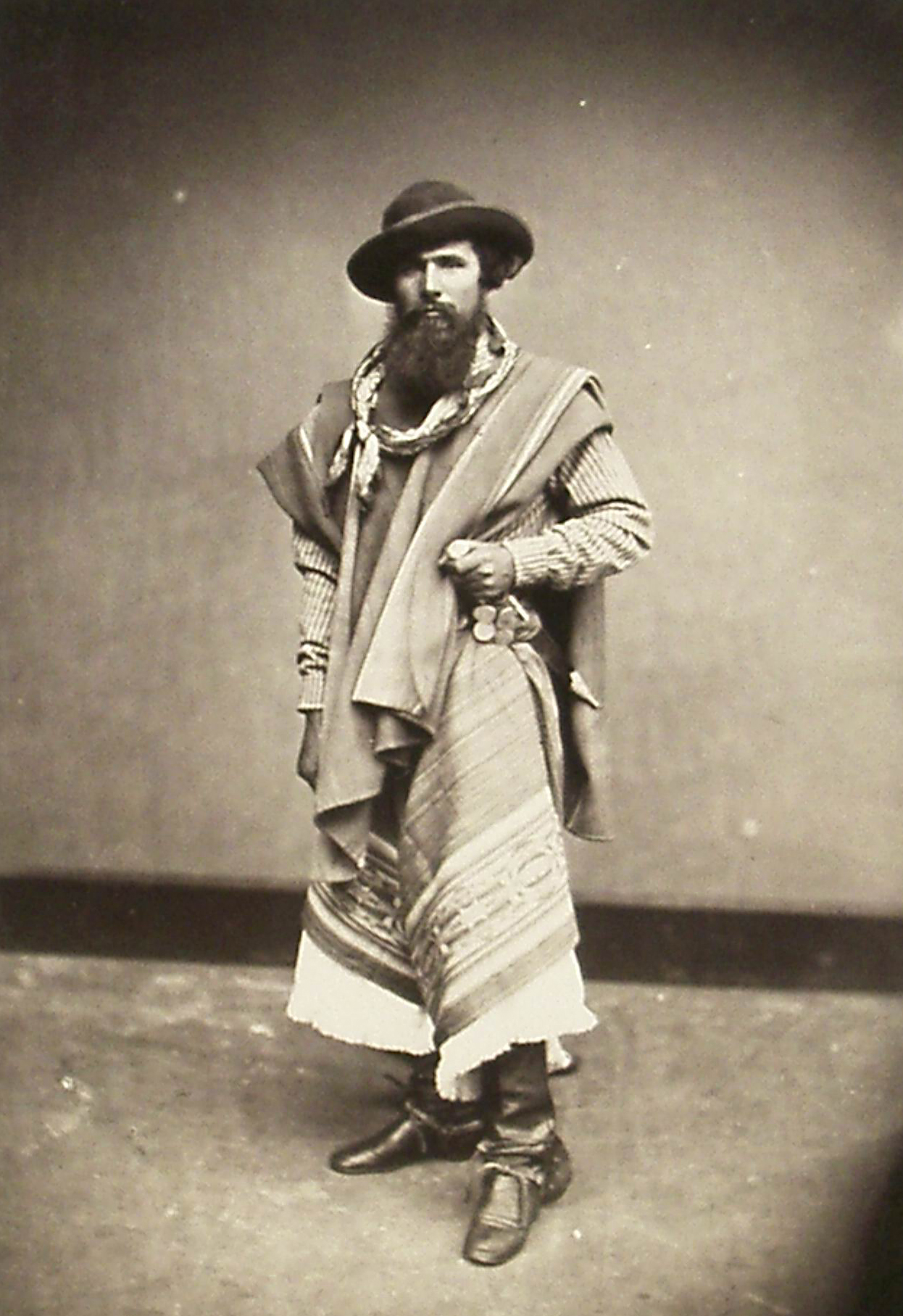
Gaucho, Argentinien, Anonym, 1868–1876

## Helmut-Gernsheim-Sammlung
Seit Beginn des Jahres 2002 verwaltet das FIP den zeitgenössischen Teil der Fotosammlung des bedeutenden Fotohistorikers und Sammlers Helmut Gernsheim wie auch sein künstlerisches Œuvre, seinen gesamten Nachlass und seine Fotobibliothek. Das einzigartige Material besteht aus verschiedenen Sparten der Fotografie (Bildjournalismus, Sachfotografie, Porträt, Landschaft, Tiere, Tanz, Theater und künstlerische, experimentelle Positionen) und bildet eine wertvolle Basis für die internationale Forschung zur Fotogeschichte.

## Robert-Häusser-Archiv
Mit der Fotosammlung des 1924 in Stuttgart geborenen Robert Häusser, die der Künstler dem FIP 2002 übergeben hat, wurden die Bestände um eine international anerkannte Sammlung eines bedeutenden Fotografen der Gegenwart erweitert. Häusser, ein Pionier der zeitgenössischen Fotografie, gehört zu den wenigen international anerkannten deutschen Fotografen der Nachkriegszeit, der mit seiner unverwechselbaren Handschrift Maßstäbe gesetzt hat.

## Ausstellungen des FIP (Auswahl)
- Fokus Mensch – Menschenbildnisse aus der Sammlung Helmut Gernsheim (2003)
- Robert Häusser – Das Fotografische Werk von 1938 - 2000 (Retrospektive) (2004)
- Zu den Ufern des Nil – Historische Reisefotografie aus der Geschwister Reiss-Sammlung (2005)
- Weltstars der Fotografie – Alle Hasselbladpreisträger (2008)
- Geburtsstunde der Fotografie aus der Helmut Gernsheim Sammlung (2012)